# Пекинский трактат (1860)
Пеки́нский догово́р 1860 го́да — в российской историографии обычно подразумевает двусторонний межгосударственный договор, заключённый 2 (14) ноября 1860 года между Российской империей и маньчжурской империей Цин — в ряду серии договоров между этой империей и европейскими державами. Русско-китайский договор явился продолжением Айгунского и Тяньцзинского договоров. Договор устанавливал новую границу между Российской империей и империей Цин.
Западная граница двух стран была впоследствии уточнена Договором об Илийском крае, подписанным в 1881 году в Петербурге.
В китайской историографии Пекинский договор, также как и Айгунский договор 1858 года рассматриваются как неравные, так как Империя Цин, ослабленная Опиумными войнами и восстанием тайпинов, была вынуждена пойти на уступки под угрозой Муравьева открыть второй фронт.

## Предыстория
Поскольку заключённые в 1858 году Айгунский и Тяньцзиньский договоры не разграничили земли от реки Уссури до моря, в марте 1859 года правительство Российской империи направило в Пекин для дальнейших переговоров особую миссию во главе с 27-летним генерал-майором Николаем Игнатьевым. С цинской стороны в переговорах принимал участие великий князь Гун.

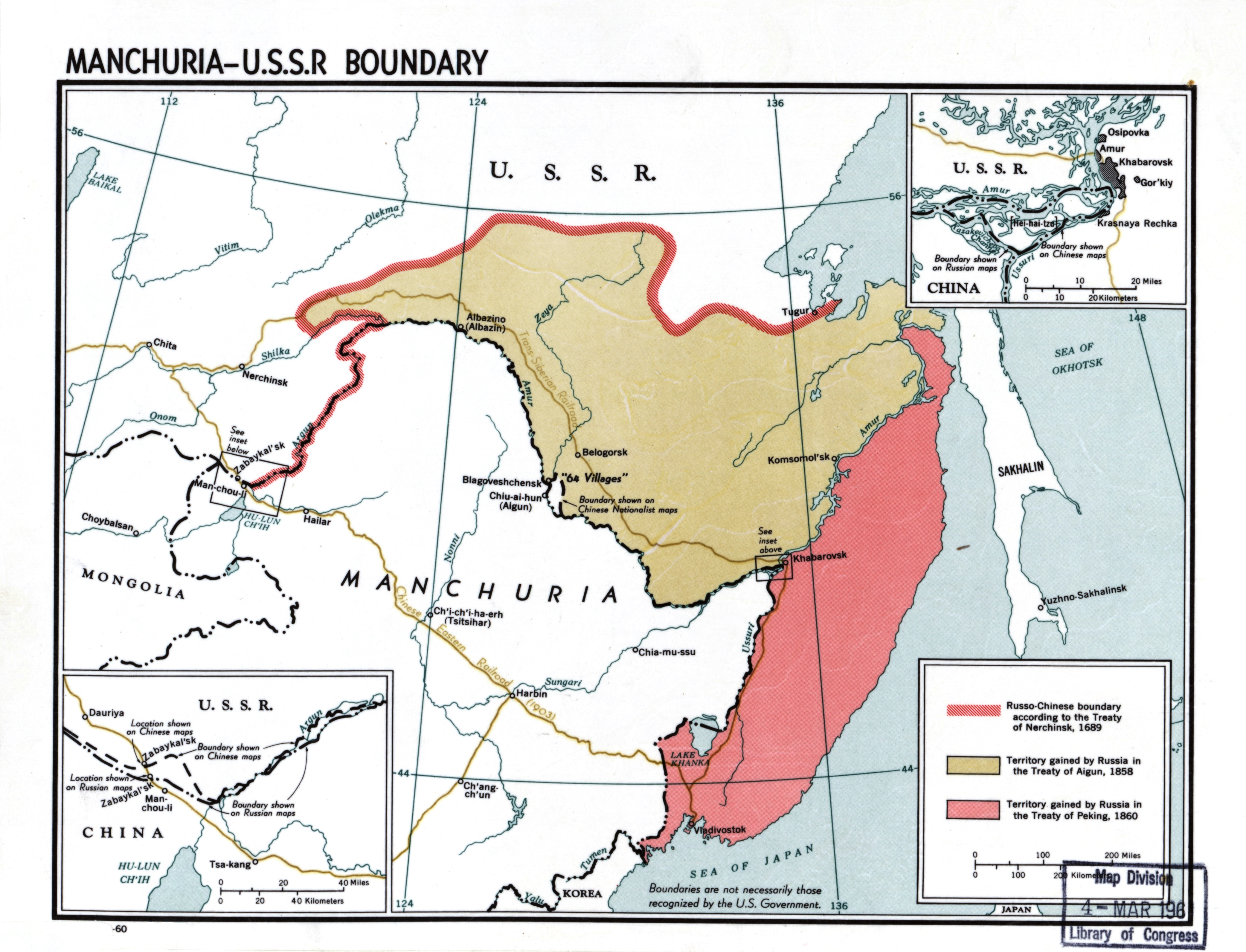
Территории, отошедшие к России по:
Айгунскому договору 1858 года
Пекинскому договору 1860 года

В империи Цин продолжала бушевать Вторая Опиумная война, но переговоры на этот раз пошли труднее, так как китайцы одержали ряд побед над англичанами и французами и почувствовали себя увереннее. Однако ситуация вновь изменилась, и скоро англо-французские войска оказались у ворот Пекина.
Обстоятельства вынудили китайских дипломатов согласиться с предложениями Игнатьева не только ратифицировать Айгунский договор, ранее не признававшийся китайской стороной, но и подписать новый, названный Пекинским, условия которого были созданы и подготовлены лично Николаем Игнатьевым. Как подтвердили обе договаривающиеся стороны, этот документ был принят «…для вящего скрепления взаимной дружбы между двумя империями, для развития торговых сношений и предупреждения недоразумений».
В 1861 году к Тяньцзиньскому договору в качестве составной его части был приложен протокол об обмене картами и описаниями разграничений. С российской стороны протокол был подписан Петром Казакевичем и Константином Будогосским, с китайской — Чэн Ци и Цзин Чунем. Кроме того, протокол скрепили официальными печатями.
Граница была проведена линией красного цвета (в литературе её называют «красной чертой») по китайскому берегу Амура, Уссури, а также протоке Казакевича. Таким образом, упомянутые реки полностью принадлежали Российской империи.